# Голубая мартышка
Голуба́я марты́шка, или короно́ванная марты́шка (лат. Cercopithecus mitis) — один из видов мартышек.

## Ареал
Обитает в вечнозелёных лесах и горных бамбуковых рощах Центральной и Восточной Африки, от бассейна Верхнего Конго к востоку до Восточно-Африканского разлома и на юг до Северной Анголы и Замбии.

## Описание
Небольшие приматы массой 4—6 кг, от 50 до 65 см в длину (без учета хвоста). Общий окрас серый иногда с голубоватым отливом, конечности темнее. У молодых особей заметны красновато-коричневые неотчетливые пятна. Другое название — коронованная — получила по белой полоске меха, растущего над бровями и направленного вперёд. Лицо обнажённое, обычно темного, иногда — голубого цвета. У самцов хорошо развиты бакенбарды (белого цвета) и клыки у них крупнее, чем у самок.
Ведут древесный образ жизни. Держатся группами от 6 до 30, иногда до 200 особей. Размножение круглогодичное, беременность 5 месяцев, рождается 1 детёныш.

## Подвиды
Выделяют от 6 до 17 подвидов
- Cercopithecus mitis mitis — номинативный подвид обитает только в ангольской провинции Северная Лунда[4]
- Cercopithecus mitis heymansi — Демократическая Республика Конго (район между руслами рек Луалаба и Ломами)[4]
- Cercopithecus mitis stuhlmanni — широко распространённый подвид: в ДР Конго от района между реками Уэле и Конго, на восток от реки Итимбири до лесов Итури и Семлики (ДР Конго и Уганда), оттуда на юг примерно до 6° ю. ш. и на восток от реки Луалаба до Южного Судана, северной Уганды и части Кении к западу от Рифтовой долины, включая гору Элгон и заповедник Какамега[4].
- Cercopithecus mitis elgonis
- Cercopithecus mitis botourlinii — представлен в южной Эфиопии, где встречается от озера Тана на юг вдоль западной стороны Эфиопского разлома, но не достигая озера Туркана[4].
- Cercopithecus mitis opitsthosticus — от провинции Катанга в ДР Конго на север примерно до 6° с. ш., на левом берегу руки Луалаба до западных берегов озера Танганьика, обнаружен также в северо-западной Замбии к западу от реки Луангва[4].

Иногда в качестве подвидов включают также белогорлую, серебристую и золотистую мартышек.